# Johannes Herbert Schroeder

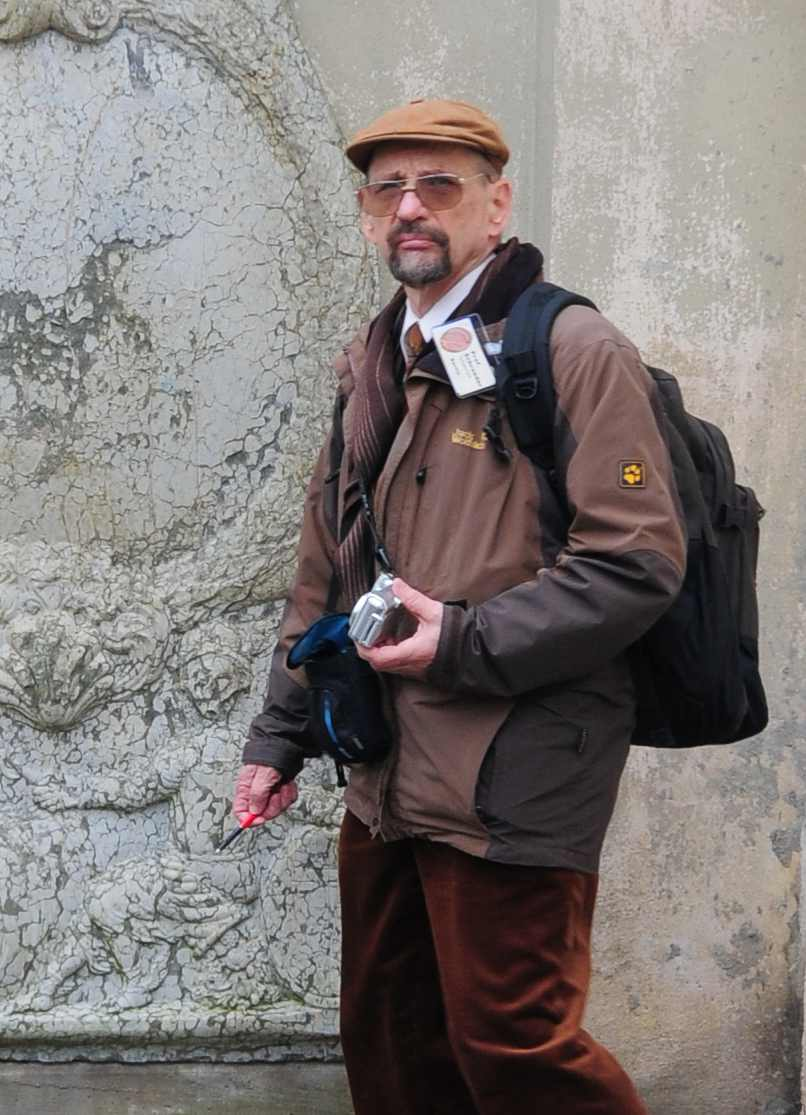
Johannes H. Schroeder (2014)

Johannes Herbert Schroeder (* 4. Januar 1939 in Todenbüttel; † 27. März 2018 in Berlin) war ein deutscher Geologe.

## Werdegang
Schroeder studierte von 1959 bis 1964 Geologie (und Betriebswirtschaft) an der Universität Tübingen. 1968 promovierte er an der George Washington University und war nach Rückkehr nach Deutschland wissenschaftlicher Assistent und Assistenzprofessor für Sedimentologie und Meeresgeologie an der Technischen Universität Berlin. Während dieser Zeit bereitete er seine Habilitation vor. Er war regelmäßig zu Forschungsaufenthalten in den USA, so 1965 bis 1968 und 1971/72 an der Biologischen Forschungsstation auf den Bermudas (Entstehung und Struktur von Riffen), er forschte am Great Barrier Reef und 1969/70 hielt er sich in den Dry Valleys der Antarktis auf, wofür er 1974 die Antarctic Service Medal der USA erhielt. 
Schroeder war maßgeblich an der geologischen Erforschung Nordostafrikas beteiligt (Kenia, Sudan, Somalia, Ägypten), sowohl an Land als auch als Meeresgeologe. Von 1976 bis 1981 leitete er als Gründungsdirektor das Institut für Ozeanographie in Port Sudan.
1978 wurde er am Fachbereich „Bergbau und Geowissenschaften“ der TU Berlin zum außerplanmäßigen Professor ernannt. Von 1982 und 1987 übernahm er in Vertretung von Eugen Seibold den Lehrstuhl für allgemeine und marine Geologie an der Universität Kiel und an der TU Berlin den Lehrstuhl für Geologie. 1987 nahm er die Professur für das Fachgebiet Sedimentologie und Quartärgeologie an der TU Berlin an. 
Er befasste sich mit der Verwendung von Natursteinen in Deutschland, speziell in der Erfassung der Natursteine an Berliner Gebäuden seit 1996, und regionaler Geologie in Brandenburg, wo er verschiedene Geoparks mit initiierte und beriet (Geopark Eiszeitland am Oderrand, Museumspark Rüdersdorf, Naturpark Märkische Schweiz). 1991 bis 1997 und 1999 bis 2013 war er 1. Vorsitzender und Gründer des Vereins Geowissenschaftler von Berlin und Brandenburg e. V., ab 1999 dessen Ehrenmitglied und Leiter von dessen Selbstverlag.
2008 gestaltete er die Informationstafel am Eiszeitgarten in Buckow (Märkische Schweiz).

## Ehrungen
- 1972: Hermann-Credner-Preis
- 1999: Abraham-Gottlob-Werner-Medaille der Deutschen Gesellschaft für Geowissenschaften[3]
- 2010: Verdienstkreuz 1. Klasse der Bundesrepublik Deutschland

## Schriften
- Herausgeber: Naturwerksteine in Architektur und Baugeschichte von Berlin: gesteinskundliche Stadtbummel zwischen Alexanderplatz und Großem Stern. Berlin, 2. Auflage 2006
- Herausgeber: Steine in deutschen Städten: 18 Entdeckungsrouten in Architektur und Stadtgeschichte. Berlin 2009.[4]
- Herausgeber: Steine in deutschen Städten II. Entdeckungsrouten in Architektur und Stadtgeschichte. Berlin 2013.[5]
- mit Gerda Schirrmeister: Naturwerksteine auf dem Campus der Technischen Universität Berlin. Berlin 2010.
- Herausgeber mit Kristine Asch: Naturwerksteine in Deutschland: Vorkommen und Geologie. Ebner Verlag, Ulm 2006.
- Herausgeber: Führer zur Geologie von Berlin und Brandenburg. mehrere Bände, Verlag Geowissenschaftler von Berlin und Brandenburg, Berlin.
- Autor: Naturwerksteine in Sinzig (Rhein). Nutzung in Architektur und Stadtgeschichte. TU Berlin, Berlin 2017 (Link zum Download)